# Irlandzka walka o niepodległość
Irlandia była pod panowaniem angielskim przez 750 lat, od złożenia hołdu lennego Henrykowi II z dynastii Plantagenetów w 1171 r. aż do utworzenia w 1921 r. Wolnego Państwa Irlandzkiego. Przez ten czas istniało na wyspie wiele ruchów niepodległościowych.

## Utrata niepodległości
Początek utraty niepodległości przez państwo irlandzkie datuje się na rok 1171. Wtedy też Irlandczycy pod presją papieża Hadriana IV złożyli hołd lenny Henrykowi II z dynastii Plantagenetów. Przymusowe podporządkowanie się Anglikom zakończyło wielowiekową batalię Irlandii o zachowanie niezależności. Przez ostatnie stulecia stanowiła łakomy kąsek, ale nie dała się przez nikogo zagarnąć – ani przez legiony rzymskie, ani wojska wikingów czy Normanów.
Mimo licznych buntów i powstań, z każdym wiekiem umacniało się panowanie Anglików na Wyspie. Pod koniec XV w. dynastia Tudorów rozpoczęła powolny podbój Irlandii. W 1541 r. Henryk VIII jako pierwszy władca angielski ogłosił się królem Irlandii, która jednak nie uznała go jako głowy Kościoła i pozostała przy katolicyzmie. W 1641 w Irlandii wybuchło powstanie, które – także dzięki wojnie domowej, jaka rok później przeszła przez Anglię – pozwoliło jej uzyskać pewną niezależność, jednak już w 1649 r. wojska Olivera Cromwella całkowicie spustoszyły wyspę (masakra w Drogheda) i rozpoczęły trzyletnią, bezlitosną kampanię przywracania władzy angielskiej.
Największe represje spotkały Irlandczyków w latach panowania Wilhelma Orańskiego. W 1690 r., po przegranym powstaniu w Boyne, król angielski zakazał zasiadania katolików w parlamencie, odebrał im prawo głosu i wydał ustawę niedopuszczającą ich do studiowania na uniwersytetach i pracy w niektórych zawodach. Przez sto lat Irlandia pozbawiona była swoich podstawowych praw, a jej mieszkańcy stali się ofiarami prześladowań i ostrej dyskryminacji.

## Myśl niepodległościowa w wieku XIX

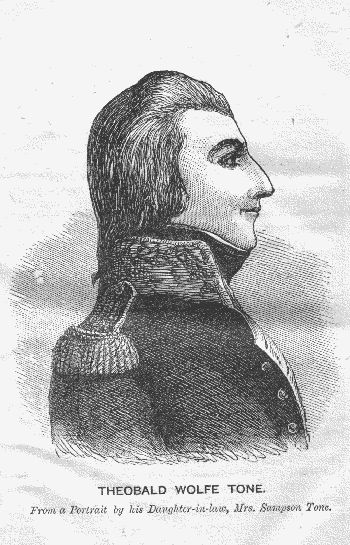
Wolfe Tone

W czasie rewolucji francuskiej powstało założone przez Wolfe’a Tone’a Towarzystwo Zjednoczonych Irlandczyków – stowarzyszenie o tendencjach separatystycznych. W 1798 r. wybuchło szybko stłumione powstanie (zob. Republika Connaught). W 1801 r. Irlandia została wcielona do Królestwa Wielkiej Brytanii, tworząc Królestwo Wielkiej Brytanii i Irlandii.
W pierwszej połowie XIX w. rodzący się podziemny ruch irlandzki podzielił się na dwa odłamy: jeden, skupiony wokół Stowarzyszenia Katolickiego (Henry Grattan i Daniel O’Connell), głosił hasła polityki ugodowej, zmierzającej do negocjacji z Anglikami, głównie o prawa katolików. Drugi zaś – powstała w 1842 r. Młoda Irlandia (Charles Gavan Duffy) – hołdowała hasłom radykalnym i rewolucyjnym, zapowiadając walkę o niepodległość. W 1848 r. z jej inicjatywy rozpoczęło się powstanie, nieudane i krwawo stłumione, nazywane sarkastycznie „bitwą na grządce kapusty w ogrodzie wdowy McCormack”.
W 1845 r. przez Irlandię przeszła ziemniaczana zaraza, która zapoczątkowała czteroletnią klęskę głodu. W tym czasie sprawy polityczne zeszły na dalszy plan. Wtedy też nastąpiła masowa emigracja z Wyspy, głównie do Stanów Zjednoczonych. Właśnie w Ameryce został założony nowy ruch rewolucyjny Towarzystwo Feniańskie. Fenianie nawiązywali do bojowych tradycji Tone’a i odrzucali możliwość parlamentarnych metod walki. Jednym z przywódców ruchu był John O’Leary, który swoje idee ogłaszał w wydawanym przez siebie piśmie The Irish People (Irlandzki lud). W 1867 r. na terenie Irlandii wybuchło kolejne powstanie, ale, tak jak i wcześniejsze, zakończyło się całkowitym fiaskiem – nie nadeszła oczekiwana pomoc od fenian, a przywódców aresztowano jeszcze przed rozpoczęciem buntu.
Po klęsce powstania podjęto walkę o niezależność w angielskim parlamencie (ruch home rule, zainicjowany przez Isaaca Butta i Charlesa Stewarta Parnella). Irlandczycy znaleźli niespodziewanego sojusznika w osobie premiera Anglii Williama Gladstone’a. Szef brytyjskiego rządu próbował przeforsować w parlamencie dwie ustawy o przyznaniu Irlandii autonomii, ale obie upadły – pierwsza w Izbie Gmin, druga w Izbie Lordów.

## W stronę autonomii
Pod koniec XIX w. powstała Irlandzka Partia Socjalistyczno-Republikańska, założona przez Jamesa Connolly’ego, głosząca radykalne hasła i nawiązująca do myśli walki wyzwoleńczych. W 1916 roku była ona odpowiedzialna za wybuch powstania wielkanocnego. Po niespełna tygodniu powstanie upadło, a Anglicy wykonali publiczne wyroki śmierci na przywódcach. Od 1919 roku rozpoczęła się wojna o niepodległość, zakończona w 1921 roku zawarciem pokoju między premierem Lloydem George’em, a Arthurem Griffith’em przewodniczącym irlandzkiej delegacji. Irlandia otrzymała status niezależnego w prawach dominium.
W latach 1922–1923 przez Zieloną Wyspę przetoczyła się wojna domowa, która wybuchła z powodu zgody rządu de Valery na pozostanie w Zjednoczonym Królestwie Irlandii Północnej.
W 1937 roku republika uzyskała własnego prezydenta, a w 1949 wystąpiła ze Wspólnoty Brytyjskiej.